# Cyrtotria poduriformis
Cyrtotria poduriformis är en kackerlacksart som först beskrevs av Walker, F. 1868.  Cyrtotria poduriformis ingår i släktet Cyrtotria och familjen jättekackerlackor. Inga underarter finns listade i Catalogue of Life.